# تیمونی کوپرا
تیمونی کوپرا (به انگلیسی: Timothy L. Kopra) فضانورد اهل ایالات متحده آمریکا است که در ۹ آوریل ۱۹۶۳ میلادی در آستین، تگزاس زاده شد. وی در مأموریت اس‌تی‌اس-۱۲۷، اکسپدییشن ۲۰، اس‌تی‌اس-۱۲۸ حضور داشته است.